# موسم صيد 3
موسم صيد 3 (بالإنجليزية: Open Season 3)‏ هو فيلم كوميدي تم إنتاجه في الولايات المتحدة سنة 2010.

## الميزانية والإيرادات
حقق أرباحا تقدر بـ 7,399,925 دولار.

## روابط خارجية
- موسم صيد 3 على موقع IMDb (الإنجليزية)
- موسم صيد 3 على موقع ميتاكريتيك (الإنجليزية)
- موسم صيد 3 على موقع روتن توميتوز (الإنجليزية)
- موسم صيد 3 على موقع نتفليكس (الإنجليزية)
- موسم صيد 3 على موقع ألو سيني (الفرنسية)
- موسم صيد 3 على موقع أول موفي (الإنجليزية)
- موسم صيد 3 على موقع بوكس أوفيس موجو (الإنجليزية)
- موسم صيد 3 على موقع فيلمافينيتي (الإسبانية)
- موسم صيد 3 على موقع قاعدة بيانات الفيلم (الإنجليزية)
- موسم صيد 3 على موقع ليتربوكسد (الإنجليزية)